# Az orchideák bolygója (tévéfilm)
Az orchideák bolygója egy 1976-ban készült magyar tudományos fantasztikus tévéjáték Rajnai András rendezésében. A forgatókönyvet Herbert W. Franke azonos című, 1961-ben megjelent regényéből (eredeti címe: Der Orchideenkäfig) Rajnai András írta. A film a Magyar Televízió IV. Stúdiójában készült.

## Történet
Négy földlakó egy kihalt idegen bolygón ébred fel, ők a két csoport egyike, akik szórakozásból látogatják a különböző ismeretlen világokat. Kutatásaik során értelmes lények alkotásaira bukkannak: elhagyatottnak látszó furcsa építményeket és gépeket találnak. Többször is támadás éri őket, de két kutatónak sikerül a bolygó belsejébe hatolni. Otthon a fő számítógépük a Földön azt mondta, hogy ők a legfejlettebb életforma, már nincs szükségük további fejlődésre. Most egy olyan bolygóra kerültek, ahol kételkedni kezdenek ebben a hitükben.

## Szereplők
- Benkő Péter – Jak
- Egri Márta – Szi
- Harsányi Frigyes – Don
- Kovács István – Al
- Venczel Vera – Kat